# Scuderia Lancia
Scuderia Lancia var det italienska bilmärket Lancias formel 1-stall. Det deltog i fyra grand prix i mitten av 1950-talet, innan stallet lades ned och tillgångarna transfererades till Scuderia Ferrari.

## F1-säsonger
| Säsong | Tävlingsnamn    | Bil        | Motor         | Däck | Poäng | VM-plac | Förare 1       | Förare 2        | Förare 3            | Förare 4     |
| ------ | --------------- | ---------- | ------------- | ---- | ----- | ------- | -------------- | --------------- | ------------------- | ------------ |
| 1954   | Scuderia Lancia | Lancia D50 | Lancia 2.5 V8 | P    | 0     | -       | Alberto Ascari | Luigi Villoresi |                     |              |
| 1955   | Scuderia Lancia | Lancia D50 | Lancia 2.5 V8 | P    | 6     | 4:a     | Alberto Ascari | Luigi Villoresi | Eugenio Castellotti | Louis Chiron |

| 1. Spanien 1954 2. Belgien 1955 | 1. Spanien 1954 |